# Lilla Lillsjön
Lilla Lillsjön är en sjö i Norrköpings kommun i Östergötland och ingår i Motala ströms huvudavrinningsområde. Sjöns area är 0,011 kvadratkilometer och den är belägen 89 meter över havet.